# Miro Tabanelli
Miro Tabanelli (* 17. November 2004 in Ozzano dell’Emilia) ist ein italienischer Freestyle-Skier. Er startet hauptsächlich im Slopestyle und im Big Air.

## Karriere
Tabanelli gab sein Weltcupdebüt am 2. Februar 2020 bei einem FIS-Wettkampf im Kleinwalsertal. Sein erstes internationales Großereignis bestritt er etwas mehr als ein Jahr später bei den Juniorenweltmeisterschaften in Krasnojarsk, wobei er hinter dem Tschechen Matěj Švancer und dem Österreicher Daniel Bacher die Bronzemedaille gewinnen konnte. Kurz zuvor hatte er am 5. März 2021 in Götschen seinen ersten Europacupwettkampf gewonnen.
Am 16. Dezember 2022 gab Tabanell in Copper Mountain sein Weltcupdebüt, wobei er mit Rang 12 auf Anhieb Weltcuppunkte gewinnen konnte. Im weiteren Verlauf nahm er erstmals an Weltmeisterschaften teil, jedoch erreichte er bei den Wettkämpfen in Bakuriani als bestes Ergebnis nur einen 18. Platz im Big Air.
Genau ein Jahr nach seinem Weltcupdebüt, am 16. Dezember 2023, erreichte Tabanelli seinen ersten Podestplatz im Weltcup, ebenfalls in Copper Mountain. Auf den Sieger Mac Forehand fehlten ihm dabei nur zwei Punkte.
Seinen ersten Sieg feierte er schließlich beim Weltcupfinale am 13. März 2025 in Tignes. Es war dies der erste Sieg für einen Italiener in diesem Wettbewerb.

## Privates
Seine Schwester Flora ist ebenfalls als Freestyle-Skierin aktiv.

## Erfolge

### Weltmeisterschaften
- Bakuriani 2023: 18. Big Air, 31. Slopestyle
- Engadin 2025: 12. Big Air, 14. Slopestyle

### Weltcup
- Saison 2023/24: 3. Big Air-Weltcup, 8. Park&Pipe-Weltcup
- 3 Podestplätze, davon ein Sieg

| Datum         | Ort    | Land       | Disziplin |
| ------------- | ------ | ---------- | --------- |
| 13. März 2025 | Tignes | Frankreich | Big Air   |

### Juniorenweltmeisterschaften
- Krasnojarsk 2021: 3. Big Air, DNS Slopestyle

### Europacup
- 2 Siege

| Datum           | Ort         | Land        | Disziplin |
| --------------- | ----------- | ----------- | --------- |
| 5. März 2021    | Götschen    | Deutschland | Big Air   |
| 21. Januar 2022 | Alpe d’Huez | Frankreich  | Big Air   |

### Australian New Zealand Cup
- Ein Sieg

| Datum             | Ort      | Land       | Disziplin  |
| ----------------- | -------- | ---------- | ---------- |
| 5. September 2024 | Cardrona | Neuseeland | Slopestyle |

### Weitere Erfolge
- Zwei Siege bei FIS-Wettkämpfen